# Kaliummolybdat
Kaliummolybdat ist eine anorganische chemische Verbindung des Kaliums aus der Gruppe der Molybdate.

## Gewinnung und Darstellung
Kaliummolybdat kann durch Reaktion einer wässrigen Lösung von Kaliumhydroxid mit Ammoniumheptamolybdat gewonnen werden.

## Eigenschaften
Kaliummolybdat ist ein farbloser Feststoff. Er besitzt eine monokline Kristallstruktur mit der Raumgruppe C2/m (Raumgruppen-Nr. 12) isomorph zu Kaliumwolframat. Bei höheren Temperaturen oder Drücken findet ein Phasenwechsel in eine andere Struktur statt.

## Verwendung
Kaliummolybdat wird in der chemischen Forschung eingesetzt und als Nahrungsergänzungsmittel untersucht.